# Hans Wicki
Hans Wicki, né le 18 février 1964 à Lucerne (originaire de Menznau et de Horw), est une personnalité politique suisse du canton de Nidwald, membre du Parti libéral-radical (PLR).
Il siège au Conseil des États depuis fin 2015.

## Biographie

### Origines et famille
Hans Wicki naît le 18 février 1964 à Lucerne. Il est originaire de deux autres communes lucernoises, Menznau et Horw.
Hans Wicki est marié, père de deux enfants et vit à Hergiswil.

### Études et carrière professionnelle
Hans Wicki grandit à Hergiswil et Wolfenschiessen et fréquente le Collège Saint-Fidelis à Stans entre 1979 et 1986. De 1992 à 1997, il étudie à l'université de Zurich et obtient une licence en économie.
Il est ensuite employé par deux banques puis devient gestionnaire d'une société d'ingénierie électrique présente en Suisse et en Afrique du Sud.

## Parcours politique

### Communal et cantonal
De 2000 à 2010, il est membre du conseil communal de Hergiswil, qu'il préside de 2006 à 2010. En juillet 2010, il entre au gouvernement du canton de Nidwald et prend la direction des travaux publics et sert comme adjoint du directeur financier. En 2014-2015, il assure la charge de suppléant du Landaman  (Landesstatthalter) puis celle de Landaman en 2015-2016.

### Conseiller aux États
Le 18 octobre 2015, il est élu pour représenter son canton au Conseil des États. Le 17 octobre 2018, à la suite du retrait de Johann Schneider-Ammann, il annonce sa candidature pour lui succéder au Conseil fédéral, mais échoue dès le premier tour de l'élection remportée par sa colistière. Il est réélu tacitement en 2019 et largement réélu au premier tour en 2023
Parmi ses liens d'intérêts, Hans Wicki est actif au sein de quatorze entreprises et organisations, en particulier dans l'automobile et l'industrie. Il est notamment président du comité de Construction suisse et président du conseil d'administration de la société des remontées mécaniques Engelberg-Trübsee-Titlis. Ce dernier mandat lui rapporte 116 000 francs suisses par an.